# Phyllocercus
Phyllocercus is een geslacht van rechtvleugeligen uit de familie veldsprinkhanen (Acrididae). De wetenschappelijke naam van dit geslacht is voor het eerst geldig gepubliceerd in 1941 door Uvarov.

## Soorten
Het geslacht Phyllocercus  is monotypisch en omvat slechts de volgende soort:
- Phyllocercus bicoloripes (Uvarov, 1941)